# Претендентът
„Претендентът“ (на английски: The Contender) е американска политическа драма от 2000 г., написан и режисиран от Род Лури, с участието на Гари Олдман, Джоан Алън, Джеф Бриджис и Крисчън Слейтър. Джоан Алън и Крисчън Слейтър са номинирани за „Оскар“, съответно за най-добра женска роля и най-добра поддържаща мъжка роля.